# USS Accomac (YTB-812)
USS Accomac (YTB-812) – amerykański duży holownik portowy, trzecia jednostka United States Navy nosząca nazwę pochodzącą od miasta Accomac (Wirginia). Obecnie w służbie w Naval Region Northwest.
Holownik zamówiono 22 czerwca 1970. Stępkę jednostki położono 12 stycznia 1971 w Sturgeon Bay w firmie Peterson Builders. Okręt zwodowano 8 czerwca 1971 i dostarczono Marynarce 17 listopada 1971.
Wszedł do służby w grudniu 1971 i rozpoczął służbę w 12 Dystrykcie Morskim (ang. 12th Naval District) w 1972. Nadal pozostaje w służbie.